# 2012년 2월
| 2012년: 1월 · 2월 · 3월 · 4월 · 5월 · 6월 · 7월 · 8월 · 9월 · 10월 · 11월 · 12월 |

| <          | 2012년 2월 | 2012년 2월 | 2012년 2월  | 2012년 2월 | 2012년 2월 | >          |
| 일         | 월         | 화         | 수          | 목         | 금         | 토         |
|            |            |            | 1 1.10 임진 | 2 11 계사  | 3 12 갑오  | 4 13 을미  |
| 5 14 병신  | 6 15 정유  | 7 16 무술  | 8 17 기해   | 9 18 경자  | 10 19 신축 | 11 20 임인 |
| 12 21 계묘 | 13 22 갑진 | 14 23 을사 | 15 24 병오  | 16 25 정미 | 17 26 무신 | 18 27 기유 |
| 19 28 경술 | 20 29 신해 | 21 30 임자 | 22 2.1 계축 | 23 2 갑인  | 24 3 을묘  | 25 4 병진  |
| 26 5 정사  | 27 6 무오  | 28 7 기미  | 29 8 경신   |            |            |            |

| - 2월 1일 - 비스와바 심보르스카 - 2월 11일 - 휘트니 휴스턴 - 2월 14일 - 마이크 베르나르도 - 2월 2일 - 쿠웨이트 의회 선거 - 2월 5일 - 핀란드 대통령 선거 결선투표 - 2월 12일 - 투르크메니스탄 대통령 선거 - 2월 14일 ~ 15일 - 이집트 의회 선거 (상원) 2라운드 1차투표 - 2월 21일 ~ 22일 - 이집트 의회 선거 (상원) 2라운드 결선투표 - 2월 26일 - 세네갈 대통령 선거 - 2월 - 시리아 의회 선거 편집하기 |

## 2012년2월 29일(수요일)
선거
- 애리조나주 경선에서도 롬니가 승리하다.

군사/테러
- 신장 자치구에서 유혈사태가 일어나 20여 명이 사망하다.

정치
- 조선민주주의인민공화국과 미국이 회담을 가져 우라늄농축 일시 중지/미사일 발사 중지 등의 합의를 이끌어내다.

문화
- 세계에서 가장 높은 전파탑인 도쿄 스카이 트리가 완공되다.

## 2012년2월 28일(화요일)
경제
- IBM이 북아메리카 지역에서 1000명 이상의 사원들을 해고하다.

## 2012년2월 27일(월요일)
경제
- 일본의 반도체 기업인 엘피다 메모리가 도쿄지방재판소에 법정관리 신청을 하다.

문화
- 제84회 아카데미상에서 《아티스트》가 작품상과 감독상을 포함한 다섯 개 부문에서 수상하다.

## 2012년2월 26일(일요일)
사고
- 캐나다에서 열차 탈선 사고가 발생하여 수십여명의 사상자가 발생하다.

## 2012년2월 25일(토요일)
사회
- 서울특별시가 대중교통 요금을 150원 인상하다.

## 2012년2월 24일(금요일)
정치
- 오스트레일리아의 줄리아 길라드 총리와 대결해 온 케빈 러드 외교장관이 당권 도전을 공식 선언하다.

## 2012년2월 23일(목요일)
사고
- 아르헨티나에서 열차 탈선 사고가 발생해 50여 명이 사망하고 600여 명이 부상당하다.

경제
- 피치가 그리스의 신용 등급을 C로 강등하였다.

군사/테러
- 이라크에서 연쇄테러로 60여 명이 사망하고 200여 명이 부상당하다.

## 2012년2월 22일(수요일)
정치
- 강용석 대한민국 국회의원이 박원순 시장 아들 병역비리 의혹 제기와 관련하여 의원직 자진사퇴 의사를 밝히다.

## 2012년2월 21일(화요일)
사회
- 한미 FTA의 발효 시점이 3월 15일로 확정되다.

## 2012년2월 20일(월요일)
정치
- 시진핑 중국 부주석이 아일랜드를 방문하여 유로존 지원을 약속하다.

## 2012년2월 19일(일요일)
정치
- 박희태 대한민국 국회의장이 돈봉투사건과 관련하여 검찰의 조사를 받다.

## 2012년2월 18일(토요일)
사회
- 인천광역시의 지하철 공사장에서 상수도관이 파열되어 도로가 주저앉는 사고가 발생하다.

## 2012년2월 17일(금요일)
정치
- 독일의 대통령 크리스티안 불프가 부패 혐의로 대통령에서 물러나다.

## 2012년2월 16일(목요일)
경제
- 켈로그가 프링글스를 27억 달러에 인수하다.

## 2012년2월 15일(수요일)
사고
- 타이의 방콕에서 연쇄 폭탄테러 사건이 발생하여 5명이 부상당하다.

경제
- 인도네시아의 저가 항공사 라이온 에어가 보잉으로부터 계약 금액 224억 달러에 항공기 230대를 사들인다고 보도되다.

## 2012년2월 14일(화요일)
사회
- 온두라스의 코마야과에서 화재가 발생해 357명이 사망하다.

경제
- 무디스가 스페인, 이탈리아, 포르투갈 등 유럽 6개국의 신용 등급을 강등하다.

## 2012년2월 12일(일요일)
집회/시위
- 그리스에서 긴축 재정안에 반대하는 시위가 열리다.

연예
- 영국 가수 아델이 제54회 그래미상에서 올해의 레코드상, 올해의 앨범을 포함해 6개 부문에서 상을 받다.

## 2012년2월 11일(토요일)
사회
- 이집트 시나이반도에 성지순례에 나섰던 한국인 3명이 이틀전인 2월 9일 이집트 무장세력에 납치되었으나 29시간만에 석방되다.

## 2012년2월 9일(목요일)
정치
- 박희태 대한민국 국회의장이 사퇴하다.

경제
- 그리스가 구제금융 협상을 타결시키다.

문화
- 2012년 베를린 영화제가 열리다.(~2월 19일)

## 2012년2월 8일(수요일)
스포츠
- 대한민국의 프로배구에서 승부조작이 사실로 확인되면서 선수3명, 브로커 1명이 구속되다.

사회
- 크리스티나 페르난데스 아르헨티나 대통령이 포클랜드 문제를 UN에 상정하다.

## 2012년2월 7일(화요일)
재난/재해
- 필리핀에서 진도 6.8의 강진이 발생하여 43명이 사망하는 등의 인명 피해가 발생하다.

사회
- 미국의 기업 및 단체 75개가 연합하여 SOPA, PIPA에 대한 반대 공개서한을 미국 의회로 발송하다.

## 2012년2월 6일(월요일)
정치
- 영국의 여왕 엘리자베스 2세가 즉위한지 60년이 되어 다이아몬드 쥬빌리를 거행하다.

경제
- 독일계 특수화학기업 랑세스가 인도 구자라트에 신규 생산공장 3곳을 신규 가동하다.

## 2012년2월 5일(일요일)
재난/재해
- 영국에서 6cm의 폭설이 내려 히스로 공항 등 일부 공항의 비행기 운행이 취소되고 철도와 고속도로 등이 끊기는 사고가 발생하다.

## 2012년2월 4일(토요일)
집회/시위
- 러시아 모스크바에서 블라디미르 푸틴의 재집권을 반대하는 시위가 열리다.

정치
- 국제 연합 안전보장이사회는 시리아 아사드 정권에 대해 반체제파의 무력진압을 중단하는 것을 요구하는 결의안을 채택하다.

## 2012년2월 3일(금요일)
사고
- 파푸아뉴기니에서 여객선이 침몰하는 사고가 발생하다.

## 2012년2월 2일(목요일)
정치
- 대한민국의 여당인 한나라당은 당명을 새누리당으로 변경하다.
- 한나라당과 미래희망연대가 공식 합당하다.

사고
- 수도권 전철 1호선에서 한 전동열차가 지하 서울역 상선 방향에 멈춰서는 사고가 발생하다.
- 수도권 전철 4호선의 안산선 안산역에서 전동열차가 멈추는 사고가 발생하다.

## 2012년2월 1일(수요일)
재난/재해
- 러시아와 동유럽 일대에서 영하 30도를 전후한 추위로 많은 사망자가 발생하다.

사고
- 포트사이드 경기장에서 폭력 사태가 일어나 74명이 사망하다.